# Bimota Vdue
La Bimota Vdue è una motocicletta di grande cilindrata, con una livrea disegnata da Sergio Robbiano, prodotta in numero molto limitato (340) dalla casa motociclistica riminese Bimota, con la particolarità d'essere l'unico modello prodotto con motore Bimota anziché proveniente da un fornitore esterno.

## Origini
Il progetto di questa motocicletta trae le sue origini da un prototipo da competizione realizzato nel 1993 e denominato Tesi V-due. Tale moto da corsa era spinta da un motore bicilindrico di 500 cm³ e concepita per partecipare al Motomondiale 1993, ma la carenza di fondi della piccola azienda riminese e la complessità delle soluzioni tecniche presenti (il forcellone anteriore, il primo motore prodotto interamente alla Casa riminese e l'alimentazione a iniezione) sulla moto non ne permise un'adeguata messa a punto e alla fine la moto non partecipò a nessuna gara, ma l'innovativo motore di questa moto sarebbe poi stato inserito in un telaio convenzionale progettato dall'ingegnere Monica Malaguti, dando così vita alla 500-Vdue di serie.

## Vdue
Questa è la prima serie della moto, prodotta dal 1997 al 1998 in soli 150 esemplari.
La particolarità di questa motocicletta è data dal suo motore bicilindrico a due tempi alimentato con olio separato e con l'iniezione elettronica (a 2 iniettori per cilindro), che però ha dato problemi di perdite d'olio, irregolari erogazioni di potenza e soprattutto rotture di pistoni, gli scarichi della moto terminano alti e laterali (dx).

## Vdue corsa trofeo
Questa è la seconda serie della moto, prodotta dal 1999 al 2000 in soli 26 esemplari.
Questa moto ritorna ad avere l'alimentazione a carburatore, risolvendo tutti i problemi della serie precedente, non dando nessun problema d'erogazione di potenza e i motori si sono dimostrati molto più robusti, inoltre gli scarichi sono sottosella.
Questi modelli non sono omologabili su strada e 20 di loro sono stati usati per le gare del Trofeo Bimota 2000.

## Vdue evoluzione
Questa è la terza serie della moto, prodotta nel 2003 in soli 14 esemplari.
Questa moto mantiene l'alimentazione a carburatori della versione precedente, ma è stato adottato un nuovo motore con numerose e sostanziali modifiche già collaudate, molto simili ai motori corsa usati nel Trofeo, con un notevole aumento di potenza.
Gli scarichi della moto, come nell'altra versione stradale terminano alti e laterali (dx).
Questa serie è stata regolarmente venduta per uso stradale.

## Vdue evoluzione corsa
Questa è la quarta serie della moto, prodotta nel 2001 in soli 120 esemplari.
Questa moto ha gli stessi motori della serie Evoluzione, ma con un notevole incremento di potenza (fino a 135  CV.), queste moto hanno, serbatoio, carene e ciclistica diversi una dall'altra, inoltre hanno uno scarico sottosella e l'altro laterale alto.
Questi modelli non sono omologabili su strada.

## Vdue RACING E.F.
Questa è la quinta serie della moto, prodotta nel 2005 in soli 30 esemplari.
Questa è l'ultima versione, dove E.F. sta per "Edizione Finale" (denominazione già usata per molte altre Bimota), sono state assemblate nella fabbrica di Meda (MI) e collaudate.
Questa moto è stata aggiornata, con un motore da 125/130 CV, air-box in pressione e in carbonio, espansioni e silenziatori costruiti dalla Jollymoto che terminano sottosella, freni maggiorati, nuova mappatura.
Questi modelli non sono omologabili su strada.